# Gran Premio d'Austria 1972
Il Gran Premio d'Austria 1972, X Großer Preis von Österreich,  e nona gara del campionato di Formula 1 del 1972, si è svolto il 13 agosto sul circuito del Österreichring ed è stato vinto da Emerson Fittipaldi su Lotus-Ford Cosworth.

## Partecipanti
La Tyrrell schiera come una nuova 005 per Stewart e una 002 per Cevert.
La BRM schiera quattro P160C per Beltoise, Ganley, Wisell e Gethin, ma Wisell non corre.
La Ferrari iscrive due 312B2 per Ickx e Regazzoni, mentre non corre Andretti.
La March schiera due 721G per Peterson e Lauda.
La Lotus schiera due 72D per Fittipaldi e Walker.
La McLaren iscrive due M19C per Hulme e Revson.
La Matra schiera sia la nuova MS120D che la vecchia MS120C per Amon, che sceglie la MS120D.
La Surtees schiera quattro vetture ufficiali per Hailwood, Schenken, De Adamich e lo stesso John Surtees. Surtees si iscrive sulla vecchia TS9 ma non corre; gli altri tre hanno le TS9B.
La Brabham schiera due BT37 per Hill e Reutemann e una BT34 per Wilson Fittipaldi
La Tecno iscrive una PA123/3 per Nanni Galli.
La Eifelland March schiera una E21 per Stommelen.
Torna la Connew PC1 di François Migault che finalmente riesce a prendere il via alla gara.
Si iscrivono anche due team privati:
La Williams schiera una March 711 privata per Pace e una March 721 per Pescarolo. Pescarolo fa un incidente durante le prove e non può prendere il via.
La squadra Clarke-Mordaunt-Guthrie per la quale corre Beuttler schiera una March 721G.

## Qualifiche
| Pos | No | Pilota               | Costruttore          | Squadra                        | Tempo   | Gap   |
| --- | -- | -------------------- | -------------------- | ------------------------------ | ------- | ----- |
| 1   | 31 | Emerson Fittipaldi   | Lotus-Ford           | John Player Team Lotus         | 1:35.97 |       |
| 2   | 19 | Clay Regazzoni       | Ferrari              | Scuderia Ferrari SpA SEFAC     | 1:36.04 | +0.07 |
| 3   | 1  | Jackie Stewart       | Tyrrell-Ford         | Elf Team Tyrrell               | 1:36.35 | +0.38 |
| 4   | 14 | Peter Revson         | McLaren-Ford         | Yardley Team McLaren           | 1:36.63 | +0.66 |
| 5   | 17 | Carlos Reutemann     | Brabham-Ford         | Motor Racing Developments Ltd  | 1:37.15 | +1.18 |
| 6   | 10 | Chris Amon           | Matra                | Equipe Matra Sports            | 1:37.16 | +1.19 |
| 7   | 12 | Denny Hulme          | McLaren-Ford         | Yardley Team McLaren           | 1:37.20 | +1.23 |
| 8   | 24 | Tim Schenken         | Surtees-Ford         | Team Surtees                   | 1:37.25 | +1.28 |
| 9   | 18 | Jacky Ickx           | Ferrari              | Scuderia Ferrari SpA SEFAC     | 1:37.33 | +1.36 |
| 10  | 9  | Howden Ganley        | BRM                  | Marlboro BRM                   | 1:37.55 | +1.58 |
| 11  | 5  | Ronnie Peterson      | March-Ford           | STP March Racing Team          | 1:37.58 | +1.61 |
| 12  | 25 | Mike Hailwood        | Surtees-Ford         | Brooke Bond Oxo Team Surtees   | 1:37.77 | +1.80 |
| 13  | 11 | Andrea De Adamich    | Surtees-Ford         | Brooke Bond Oxo Team Surtees   | 1:38.08 | +2.11 |
| 14  | 16 | Graham Hill          | Brabham-Ford         | Motor Racing Developments Ltd  | 1:38.14 | +2.17 |
| 15  | 28 | Wilson Fittipaldi    | Brabham-Ford         | Motor Racing Developments Ltd  | 1:38.25 | +2.28 |
| 16  | 6  | Peter Gethin         | BRM                  | Marlboro BRM                   | 1:38.48 | +2.51 |
| 17  | 27 | Rolf Stommelen       | Eifelland March-Ford | Team Eifelland Caravans        | 1:38.62 | +2.65 |
| 18  | 23 | Carlos Pace          | March-Ford           | Team Williams Motul            | 1:38.62 | +2.65 |
| 19  | 21 | Dave Walker          | Lotus-Ford           | John Player Team Lotus         | 1:38.81 | +2.84 |
| 20  | 2  | François Cevert      | Tyrrell-Ford         | Elf Team Tyrrell               | 1:38.85 | +2.88 |
| 21  | 7  | Jean-Pierre Beltoise | BRM                  | Marlboro BRM                   | 1:38.89 | +2.92 |
| 22  | 4  | Niki Lauda           | March-Ford           | STP March Racing Team          | 1:39.04 | +3.07 |
| 23  | 15 | Nanni Galli          | Tecno                | Martini Racing Team            | 1:39.13 | +3.16 |
| 24  | 3  | Mike Beuttler        | March-Ford           | Clarke-Mordaunt-Guthrie Racing | 1:39.92 | +3.95 |
| 25  | 22 | Henri Pescarolo      | March-Ford           | Team Williams Motul            | 1:40.28 | +4.31 |
| 26  | 29 | François Migault     | Connew-Ford          | Darnval Connew Racing Team     | 1:43.88 | +7.91 |

## Gara
| Pos | No | Pilota               | Costruttore          | Giri | Tempo/Ritiro     | Pos. Griglia | Punti |
| --- | -- | -------------------- | -------------------- | ---- | ---------------- | ------------ | ----- |
| 1   | 31 | Emerson Fittipaldi   | Lotus-Ford           | 54   | 1.29:16.660      | 1            | 9     |
| 2   | 12 | Denny Hulme          | McLaren-Ford         | 54   | + 1.18           | 7            | 6     |
| 3   | 14 | Peter Revson         | McLaren-Ford         | 54   | + 36.53          | 4            | 4     |
| 4   | 25 | Mike Hailwood        | Surtees-Ford         | 54   | + 44.76          | 12           | 3     |
| 5   | 10 | Chris Amon           | Matra                | 54   | + 45.64          | 6            | 2     |
| 6   | 9  | Howden Ganley        | BRM                  | 54   | + 1:01.19        | 10           | 1     |
| 7   | 1  | Jackie Stewart       | Tyrrell-Ford         | 54   | + 1:09.09        | 3            |       |
| 8   | 7  | Jean-Pierre Beltoise | BRM                  | 54   | + 1:21.45        | 21           |       |
| 9   | 2  | François Cevert      | Tyrrell-Ford         | 53   | + 1 Giro         | 20           |       |
| 10  | 4  | Niki Lauda           | March-Ford           | 53   | +1 Giro          | 22           |       |
| 11  | 24 | Tim Schenken         | Surtees-Ford         | 52   | +2 Giri          | 8            |       |
| 12  | 5  | Ronnie Peterson      | March-Ford           | 52   | +2 Giri          | 11           |       |
| 13  | 6  | Peter Gethin         | BRM                  | 51   | +3 Giri          | 16           |       |
| 14  | 11 | Andrea De Adamich    | Surtees-Ford         | 51   | +3 Giri          | 13           |       |
| Ret | 27 | Rolf Stommelen       | Eifelland March-Ford | 48   | Motore           | 17           |       |
| NC  | 23 | Carlos Pace          | March-Ford           | 46   | Non Classificato | 18           |       |
| Ret | 15 | Nanni Galli          | Tecno                | 45   | Perdita d'olio   | 23           |       |
| Ret | 16 | Graham Hill          | Brabham-Ford         | 36   | Iniezione        | 14           |       |
| Ret | 28 | Wilson Fittipaldi    | Brabham-Ford         | 31   | Freni            | 15           |       |
| Ret | 3  | Mike Beuttler        | March-Ford           | 24   | Alimentazione    | 24           |       |
| Ret | 29 | François Migault     | Connew-Ford          | 22   | Sospensione      | 26           |       |
| Ret | 18 | Jacky Ickx           | Ferrari              | 20   | Alimentazione    | 9            |       |
| Ret | 17 | Carlos Reutemann     | Brabham-Ford         | 14   | Iniezione        | 5            |       |
| Ret | 19 | Clay Regazzoni       | Ferrari              | 13   | Alimentazione    | 2            |       |
| Ret | 21 | Dave Walker          | Lotus-Ford           | 6    | Motore           | 19           |       |
| DNS | 22 | Henri Pescarolo      | March-Ford           | 0    | Non partito      | 25           |       |

## Statistiche
Piloti
- 5ª vittoria per Emerson Fittipaldi

Costruttori
- 46° vittoria per la Lotus
- Ultimo Gran Premio per la Connew e per la Eifelland

Motori
- 48ª vittoria per il motore Ford Cosworth

Giri al comando
- Jackie Stewart (1-23)
- Emerson Fittipaldi (24-54)

## Classifiche

### Piloti
| Pos. | Pilota               | Punti |
| ---- | -------------------- | ----- |
| 1    | Emerson Fittipaldi   | 52    |
| 2    | Jackie Stewart       | 27    |
| 3    | Denny Hulme          | 27    |
| 4    | Jacky Ickx           | 25    |
| 5    | Peter Revson         | 14    |
| 6    | Clay Regazzoni       | 13    |
| 7    | Chris Amon           | 11    |
| 8    | Jean-Pierre Beltoise | 9     |
| 9    | François Cevert      | 9     |
| 10   | Ronnie Peterson      | 9     |
| 11   | Mike Hailwood        | 7     |
| 12   | Howden Ganley        | 4     |
| 13   | Brian Redman         | 4     |
| 14   | Andrea De Adamich    | 3     |
| 15   | Mario Andretti       | 3     |
| 16   | Carlos Pace          | 3     |
| 17   | Tim Schenken         | 2     |
| 18   | Graham Hill          | 2     |
| 19   | Arturo Merzario      | 1     |

### Costruttori
| Pos. | Team         | Punti |
| ---- | ------------ | ----- |
| 1    | Lotus-Ford   | 52    |
| 2    | McLaren-Ford | 35    |
| 3    | Tyrrell-Ford | 33    |
| 4    | Ferrari      | 29    |
| 5    | BRM          | 13    |
| 6    | March-Ford   | 12    |
| 7    | Surtees-Ford | 12    |
| 8    | Matra        | 11    |
| 9    | Brabham-Ford | 2     |